# Acalolepta vitalisi
Acalolepta vitalisi är en skalbaggsart som först beskrevs av Maurice Pic 1925.  Acalolepta vitalisi ingår i släktet Acalolepta och familjen långhorningar.
Artens utbredningsområde är Taiwan. Inga underarter finns listade i Catalogue of Life.